# Stefan Jakobielski
Stefan Karol Jakobielski (Varsovia, Polonia, 11 de agosto de 1937-14 de octubre de 2024) fue un historiador, arqueólogo, filólogo y epigrafista polaco. Es uno de los fundadores de la nubiologia. Participó en estudios arqueológicos en Faras, Tell Atrib (antiguo Atribis), Palmira, Deir el-Bahari y Qasr Ibrim. Dirigió excavaciones polacas en Vieja Dongola.

## Biografía
Stefan Jakobielski nació el 11 de agosto de 1937 en Varsovia, Polonia, hijo de Karol Jakobielski y de Halina Grzymała. Estudió en el Liceo de Mariscal Stanisław Małachowski en Płock. En 1954 Jakobielski inició sus estudios en la Universidad de Varsovia.
Desde principios de los años 1960 participó en excavaciones arqueológicas en Faras, organizados por Kazimierz Michałowski. Desde 1961 tomó parte en la misión como coptólogo y fue responsable de la documentación y lectura de las inscripciones. Participó en excavaciones claves en yacimiento arqueológico en Faras – el descubrimiento de la catedral con frescos y los dos siguientes expediciones: 1962/63 y 1963/64.

## Membresía de sociedades científicas
Stefan Jakobielski fue uno de los iniciadores de la Sociedad Internacional de Nubiologia, fundada en 1972. En 1978-1986 fue el miembro de la junta. Desde 1980 fue corresponsal del Instituto Arqueológico Alemán (en alemán, Deutsches Archäologisches Institut – DAI). Jakobielski pertenece a International Association of Egyptologists.

## Condecoraciones y premios
En 2002 Jakobielski recibió The Order of the Two Niles (es. Orden de Dos Nilos). Es la más distinguida recompensa para extranjeros que se puede otorgar en Sudán. Fue condecorado con la Orden Polonia Restituta. Junto con Bogdan Żurawski recibió la medalla del Director del Servicio de Antigüedades de Sudán por conservar el patrimonio cultural. Ambos también recibieron diplomas de las autoridades de Provincia Dongola por sus investigaciones del patrimonio local.

## Publicaciones seleccionadas
- 50 years of Polish excavations in Egypt and the Near East: acts of the Symposium at the Warsaw University 1986, ed. S. Jakobielski, J. Karkowski, Varsovie: Centre d'Archéologie Méditerranéenne de l'Académie Polonaise des Sciences 1992.
- A. S. Atiya, Historia Kościołów Wschodnich, la traducción colectiva, Warszawa 1978 [el prólogo, los capítulos I–VII, XXVII y el epílogo tradujo Stefan Jakobielski]
- Dongola-Studien: 35 Jahre polnischer Forschungen im Zentrum des makuritischen Reiches, hrsg. von S. Jakobielski, P. O. Scholz, Warszawa: Zakład Archeologii Śródziemnomorskiej Polskiej Akademii Nauk 2001.
- S. Jakobielski, 35 Years of Polish Excavations at Old Dongola. A Factfile [en:] Dongola-Studien, 35 Jahre polnischer Forschungen im Zentrum des makuritischen Reiches, ed. S. Jakobielski, P. Scholz, "Bibliotheca nubica et aethiopica" vol. 7, Warszawa-Wiesbaden, 2001, p.1–48.
- S. Jakobielski, Christian Nubia at the height of its Civilization [en:] General History of Africa (UNESCO), vol. III – Africa from the Seventh to the Eleventh Century, Paris - Berkeley, 1988, p. 194–223.
- S. Jakobielski, The Early Christian Period in Nubia [en:] History of Humanity, Scientific and Cultural Development, vol. III: From the Seventh Century BC to the Seventh Century AD, ed.: J. Herrmann, E. Zürcher, chap. 15.2.3, UNESCO Paris, New York 1996, p. 326–331.
- S. Jakobielski, Grecka inskrypcja fundacyjna katedry w Faras, "Rocznik Muzeum Narodowego w Warszawie" 1966, 10, p. 99–106
- S. Jakobielski, A history of the bishopric of Pachoras on the basis of Coptic inscriptions, Warszawa: Éditions Scientifiques de Pologne 1972.
- S. Jakobielski, The inscriptions, ostraca and graffiti [en:]  Soba, Archaeological Research at a Medieval Capital on the Blue Nile, Memoirs of the BIEA, ed. D.A. Welsby, C.M. Daniels, nr 12, London 1991, p. 274–296.
- S. Jakobielski, Das Kloster der Heiligen Dreifaltigkeit. Bauphasen des nordwestlichen Anbaus [en:] Dongola-Studien, 35 Jahre polnischer Forschungen im Zentrum des makuritischen Reiches, ed. S. Jakobielski, P. Scholz, "Bibliotheca nubica et aethiopica" vol. 7, Warszawa-Wiesbaden, 2001, p.141–168.
- S. Jakobielski, La liste des évêques de Pakhoras, "Études et Travaux" 1, 1965, p. 151–170.
- S. Jakobielski, The Monastery in Old Dongola: Excavation of the North-Western Annexe 1998-2002, "Gdansk Archaeological Museum African Reports", 2005
- S. Jakobielski, Nubia w okresie chrześcijańskim [en:] Historia Afryki. Do początku XIX wieku, ed. M. Tymowski, Wrocław, Warszawa, Kraków 1996, p. 545–569.
- S. Jakobielski, Nubian Christian Architecture, "Zeitschrift für Ägyptische Sprache und Altertumskunde", Bd. 108,1981, p. 33–48.
- S. Jakobielski, Nubian Scenes of Protection from Faras as an Aid to Dating, "Études et Travaux", 2007
- S. Jakobielski, Old Dongola Fieldwork – Seasons 2005/2006 and 2006, Polish Archaeology in Mediterranean 2008
- S. Jakobielski, Old Dongola, Fieldwork 2004, "Polish Archaeology in the Mediterranean", 2006
- S. Jakobielski, Portraits of the Bishops of Faras [en:] Nubian Studies, Proceedings of the Symposium for Nubian Studies, Selwyn College, Cambridge, 1978, ed. J. M. Plumley, Warminster 1982, p. 127–133.
- S. Jakobielski, Remarques sur la chronologie des peintures murales de Faras aux VIIIe et IXe siècles [en:] Nubia Christiana I, ed. S. Jakobielski, Warszawa 1982, p. 142–172.
- S. Jakobielski, Some Remarks on Faras Inscriptions [en:] Kunst und Geschichte Nubiens in christlicher Zeit, ed. E. Dinkler, Recklinghausen 1970, p. 29–39.
- S. Jakobielski, Two Coptic Foundation Stones from Faras [en:] Mélanges offerts à Kazimierz Michałowski, ed. M. L. Bernhardt, Warszawa 1966, p. 103–109
- S. Jakobielski, J. van der Vliet, From Aswan to Dongola: The Epitaph of Bishop Joseph (died AD 668)* [en:] Nubian Voices. Studies in Christian Nubian Culture, ed. A. Łajtar, J. van der Vliet, Warsaw 2011, p. 15–37
- Katalog rękopisów orientalnych ze zbiorów polskich, v. 4: Katalog rękopisów egipskich, koptyjskich i etiopskich, la sección egipcia: T. Andrzejewski; la sección copta: S. Jakobielski; la sección etíope: S. Strelcyn; ed. S. Strelcyn con la complicidad M. Lewicki y A. Zajączkowski, Warszawa: PWN 1960.
- M. Łaptaś, S. Jakobielski, „Unknown” Mural of the Three Youths in a Fiery Furnace from the Faras Cathedral [en:] Ars Graeca – Ars Latina, Studia dedykowane Profesor Annie Różyckiej-Bryzek, ed. W. Bulsza, L. Sadko, Kraków 2001, p. 75–85.
- Polskie wykopaliska w Starej Dongoli: 45 lat współpracy archeologicznej z Sudanem, el texto Stefan Jakobielski, Małgorzata Martens-Czarnecka, inglés: Barbara Gostyńska, Wiesław Piątkiewicz, árabe: Mahmud El. Tayeb, Warszawa: Muzeum Narodowe 2006.